# Comisiones Obreras

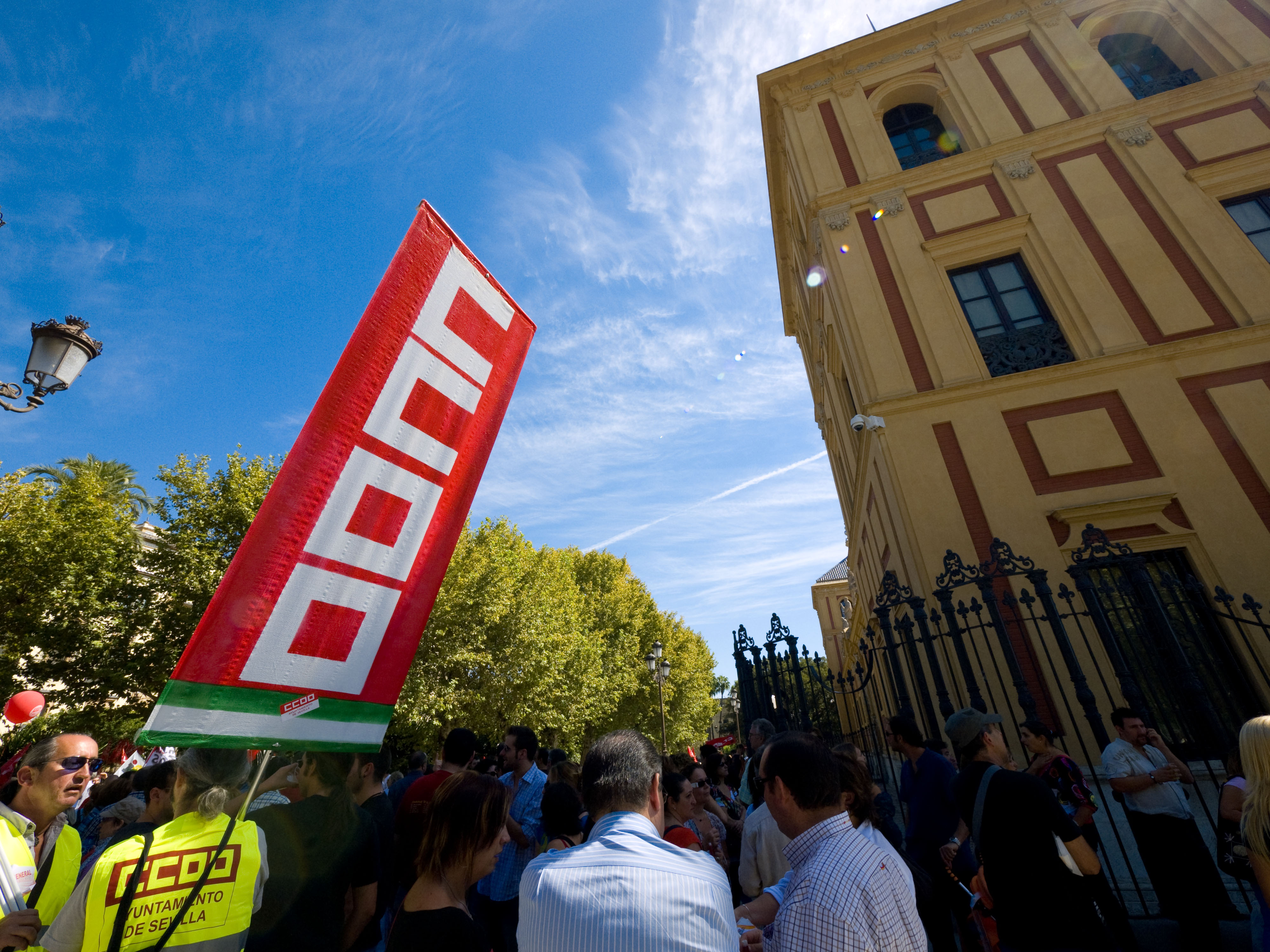
Acties tijdens de algemene staking september 2010

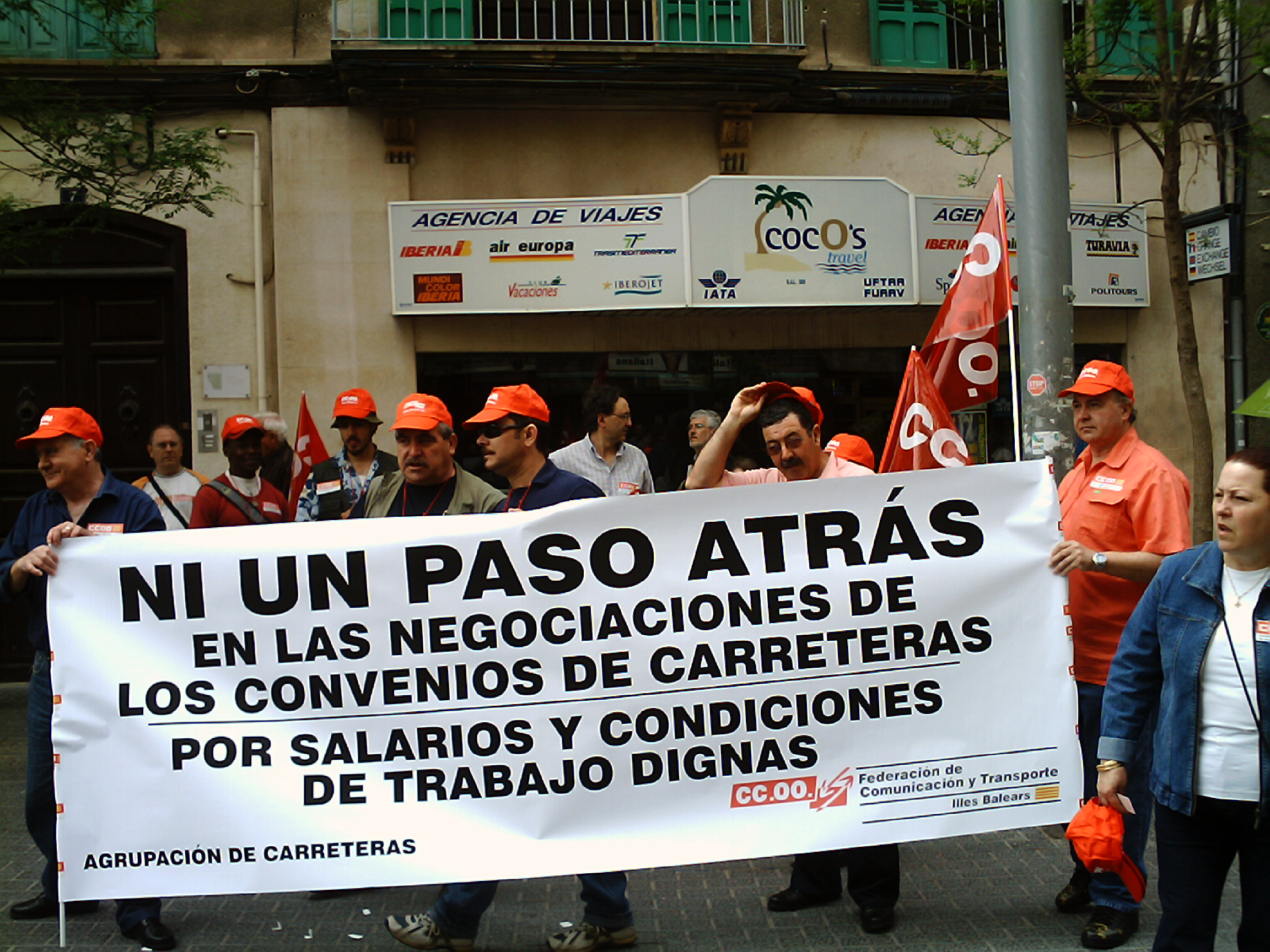
Vakbondsacties op Mallorca

Comisiones Obreras (afgekort: CC. OO., Nederlands: 'Arbeiderscommissies') is de grootste Spaanse vakbond, met meer dan een miljoen leden. De bond is een confederatie van meerdere regionale vakbonden en een aantal sectoriële nationale vakbonden.
CC. OO. is opgericht in de tweede helft van de twintigste eeuw vanuit de toenmalig verboden communistische partij, maar heeft ook een aantal katholieke bonden in zich opgenomen. Ideologisch richt de bond zich op het afschaffen van de kapitalistische maatschappij en de opbouw van een democratische, socialistische samenleving.

## Geschiedenis

### Clandestiniteit
De eerste 'arbeiderscommissies' zijn ontstaan in de jaren 60 van de twintigste eeuw, met name in Asturië, Madrid, Catalonië en het Baskenland, in de marge van het franquistische systeem waarin slechts één vakbond, het sindicato vertical, toegestaan was. Deze commissies ontstonden aanvankelijk op spontane wijze, en werden gevormd door arbeiders die naar aanleiding van een arbeidsconflict op democratische wijze hun vertegenwoordigers binnen het sindicato vertical wilden kiezen, waarna deze commissies weer vervaagden.
Onder invloed van de PCE, de Spaanse communistische partij, en een aantal katholieke verzetsgroeperingen namen deze commissies vaste vormen aan. Zij hoopten op die manier in het sindicato vertical te kunnen infiltreren en het systeem van binnenuit te kunnen veranderen, met als uiteindelijke doel het regime te laten vallen.
De verzetsbeweging won steeds meer aan invloed en slaagde erin om in 1975, in de dagen van de ondergang van het franquistische systeem, zelfs de meerderheid te behalen in arbeidersvertegenwoordigingen en ondernemingsraden in heel het land. Direct na de dood van Franco kon ze meteen de barricades op gaan om meer sociale rechten voor arbeiders te eisen, met succes.
De revolutionnair-syndicalistische werkwijze van Comisiones Obreras, infiltratie van binnenuit door middel van het organiseren van comités, was volledig nieuw voor die tijd, en al helemaal voor het Spanje onder Franco.

### Democratische overgang tot heden
Het communistische stempel dat de bond met zich meedroeg, verhinderde dat ze tegelijkertijd met de andere ondergrondse vakbonden gelegaliseerd werd na de dood van Franco. Pas na de moord op een aantal communistische leiders in Madrid in 1977 en hun begrafenis die een enorme massa op de been bracht, werd ook CC. OO. gelegaliseerd. In een paar jaar tijd groeide de bond enorm: van 30.000 leden in 1976 naar 1.840.907 in 1978. Sindsdien neemt het ledenaantal gestaag af, net als bij alle andere vakbonden in Spanje.
Tot 1987 was de secretaris-generaal van de beweging Marcelino Camacho, tevens leider van de Spaanse communistische partij. In hetzelfde decennium was de bond nauw betrokken bij de protesten van de toetreding van Spanje tot de NAVO. Ook riep de bond op tot een aantal belangrijke algemene stakingen tegen de economische politiek van premier Felipe González, waarvan die in december 1988, georganiseerd in samenwerking met de andere grote Spaanse vakbond, UGT het meest succesvol was, als de regering haar plan voor werkgelegenheid voor jongeren terug moet trekken en met de bonden aan de onderhandelingstafel moet gaan zitten.
In de jaren 90 van de twintigste eeuw verwijdert de bond zich van de communistische partij, iets wat tot veel onvrede in de linkervleugel van de organisatie leidt. In 2000 organiseert hij, wederom samen met UGT, een algemene staking en moet de conservatieve regering van José María Aznar haar plan tot versoepeling van het ontslagrecht bijna volledig terugnemen.
Tegenwoordig is CC. OO. nog steeds de belangrijkste vakcentrale van Spanje.

## Ideologie
Als beweging die ontstaan is uit de PCE, de Spaanse communistische partij, is de bond gevestigd op marxistische grondbeginselen. Desalniettemin is de bond volledig onafhankelijk van politieke partijen, economische instellingen of de staat.
Volgens de statuten van de CC. OO. zijn de uitgangspunten van de vakbond: het is een protestbeweging, voor de arbeiderklasse, unitair, democratisch, onafhankelijk, van het volk, van mannen en vrouwen, sociaal-politiek, internationalistisch, multi-etnisch en multicultureel. Het doel van de bond is de afschaffing van de kapitalistische maatschappij en het opbouwen van een democratische, socialistische samenleving.

## Organisatie
CC.OO. is vandaag de dag de belangrijkste vakbond van Spanje, met meer dan 1.200.000 leden.

### Structuur
Als koepelorganisatie is Comisiones Obreras een confederatie van vakorganisaties die actief zijn in een economische sector of zelfs een specifiek beroep, en organisaties met een territoriale basis, meestal per autonome gemeenschap.
De federatieve bond organiseert eens in de vier jaar een congres. Op dat congres worden het dagelijks bestuur en de secretaris generaal gekozen, over eventuele wijzigingen in de statuten gestemd en het beleid voor de volgende jaren vastgesteld. Het dagelijks bestuur is verantwoordelijk voor het uitvoeren van deze besluiten, en tevens voor het uitvoeren van de besluiten van de confederatieve raad. Deze raad bestaat uit het dagelijks bestuur en vertegenwoordigers van alle aangesloten bonden.

### Neveninstellingen
Verder beschikt de bond over de volgende instellingen:
- Stichting voor vrede en solidariteit 'Serafín Aliaga' - coördineert een netwerk van stichtingen voor internationale samenwerking en ontwikkeling.
- Stichting voor opleiding en werk 'Miguel Escalera' - verzorgt permanente educatie voor de leden.
- 1 mei stichting (Fundación 1º de Mayo) - heeft als doel studie, reflectie en debat over problemen gerelateerd aan arbeid, werknemers en vakbonden.
- Bondsinstituut voor werk, milieu en gezondheid.
- Een school voor syndicale vorming 'Juan Muñiz Zapico'
- Een kantoor in Brussel, in het internationale vakbondshuis, dat als verbinding dient met overkoepelende, Europese vakbondsorganisaties en de Europese Unie
- Een informatiecentrum voor buitenlandse werknemers.